# Marcaria
Marcaria is een gemeente in de Italiaanse provincie Mantua (regio Lombardije) en telt 7071 inwoners (31-12-2004). De oppervlakte bedraagt 89,6 km², de bevolkingsdichtheid is 78 inwoners per km².

## Demografie
Marcaria telt ongeveer 2738 huishoudens. Het aantal inwoners daalde in de periode 1991-2001 met 3,0% volgens cijfers uit de tienjaarlijkse volkstellingen van ISTAT.
| Jaar | Inwoneraantal |
| ---- | ------------- |
| 1991 | 7187          |
| 2001 | 6974          |

## Geografie
Marcaria grenst aan de volgende gemeenten: Acquanegra sul Chiese, Borgoforte, Bozzolo, Castellucchio, Curtatone, Gazoldo degli Ippoliti, Gazzuolo, Redondesco, San Martino dall'Argine, Viadana.